# H́
Cette page contient des caractères spéciaux ou non latins. S’ils s’affichent mal (▯, ?, etc.), consultez la page d’aide Unicode.
H́ (minuscule : h́), ou H accent aigu, est un graphème utilisé dans l’écriture du võro, dans la romanisation ALA-LC de l’abkhaze, dargwa, lak, et lezghien, et dans la romanisation de l’avestique. Il s’agit de la lettre H diacritée d’un accent aigu.

## Utilisation
Dans la romanisation ALA-LC des langues non slaves écrites avec l’alphabet cyrillique, H accent aigu est utilisé dans le digramme ‹ Ćh́, ćh́ › translittérant le tché abkhaze cramponné ‹ Ҿ, ҿ › de l’orthographe abkhaze de 1954.

## Représentations informatiques
Le H accent aigu peut être représenté avec les caractères Unicode suivants :
- décomposé (latin de base, diacritiques) :

| formes    | représentations | chaînes de caractères | points de code | descriptions                                      |
| --------- | --------------- | --------------------- | -------------- | ------------------------------------------------- |
| majuscule | H́               | H◌́                    | U+0048 U+0301  | lettre majuscule latine h diacritique accent aigu |
| minuscule | h́               | h◌́                    | U+0068 U+0301  | lettre minuscule latine h diacritique accent aigu |